# Phoraspis
Phoraspis  (лат.) — род насекомых из семейства Blaberidae отряда тараканообразных. Ареал рода охватывает Бразилию и Суринам в Южной Америке.

## Виды
В роде Phoraspis 14 видов:
- Phoraspis atomaria Blanchard, 1837 — Бразилия;
- Phoraspis blanchardi Hebard, 1929 — Бразилия;
- Phoraspis brachytaenia Hebard, 1921 — Бразилия;
- Phoraspis cassidea (Dalman, 1823) — Бразилия;
- Phoraspis convexa (Thunberg, 1826) — Бразилия;
- Phoraspis fastuosa Blanchard, 1837 — Бразилия;
- Phoraspis flavipes Blanchard, 1837 — Бразилия;
- Phoraspis leucogramma Perty, 1832 — Бразилия;
- Phoraspis luteola Blanchard, 1837 — Бразилия;
- Phoraspis modesta Brunner von Wattenwyl, 1865 — Бразилия;
- Phoraspis nigra Blanchard, 1837 — Бразилия;
- Phoraspis pantherina Blanchard, 1837) — Бразилия;
- Phoraspis pellucens (Thunberg, 1826) — Бразилия, Суринам;
- Phoraspis picta (Drury, 1782) — Бразилия.